# Даль, Михаэль
Михаэ́ль Даль (Майкл Даль) (швед. Michael Dahl; 29 сентября 1659, Стокгольм, Швеция — 20 октября 1743, Лондон, Королевство Великобритания) — шведский живописец, значительную часть жизни работавший в Англии, один из наиболее популярных портретистов позднего английского барокко (наряду с Готфридом Кнеллером). Придворный живописец английской королевы Анны Стюарт, участник клуба «Роза и Корона».

## Жизнь и творчество
Родился в небогатой семье, воспитывался в строгих традициях протестантизма. Получил художественное образование в Стокгольме, учёбу начал в возрасте 15 лет. Первым его преподавателем был живописец венгерского происхождения Мартин Ганнибал, затем Даль учится у немецкого художника, жившего и работавшего в Стокгольм и возглавлявшего там группу близких ему по духу живописцев, Давида Клёккер-Эренштраля. В августе 1682 года, вместе со знакомым английским торговцем Даль приезжает в Англию, оттуда в апреле 1685 года художник отправляется в учебную поездку по Европе, сперва в Париж, и позднее — в Рим. В Италии Даль проводит несколько лет, и затем через Франкфурт-на-Майне (1688 год) возвращается в 1689 году в Лондон. В Великобритании работы Даля вскоре приобретают популярность и он становится вторым портретистом страны после придворного живописца Годфри Кнеллера, оказавшего на творчество Даля большое влияние. Одним из его крупнейших заказчиков был с 1696 года Чарльз Сеймур, шестой герцог Сомерсетский, для которого Даль пишет портрет, а затем и многочисленные портреты членов его семьи; заказы Сомерсета Даль выполняет в течение 20 лет. Михаэль Даль оставил большое количество также портретов придворной английской аристократии. В 1705 году художник женится, в браке у него рождаются сын и две дочери.
Художник был придворным живописцем британской королевы Анны и её супруга, датского принца Георга. Писал также портреты шведских монархов: королевы Кристины (в 1687 году в Риме) и Карла XII (последний хранится в замке Грипсхольм). Во время пребывания мастера в Италии королева Кристина знакомит с работами Даля папу Римского Иннокентия XI, и папа награждает художника золотой медалью. В Риме Михаэль Даль, под влиянием Кристины, принимает католичество.

## Галерея

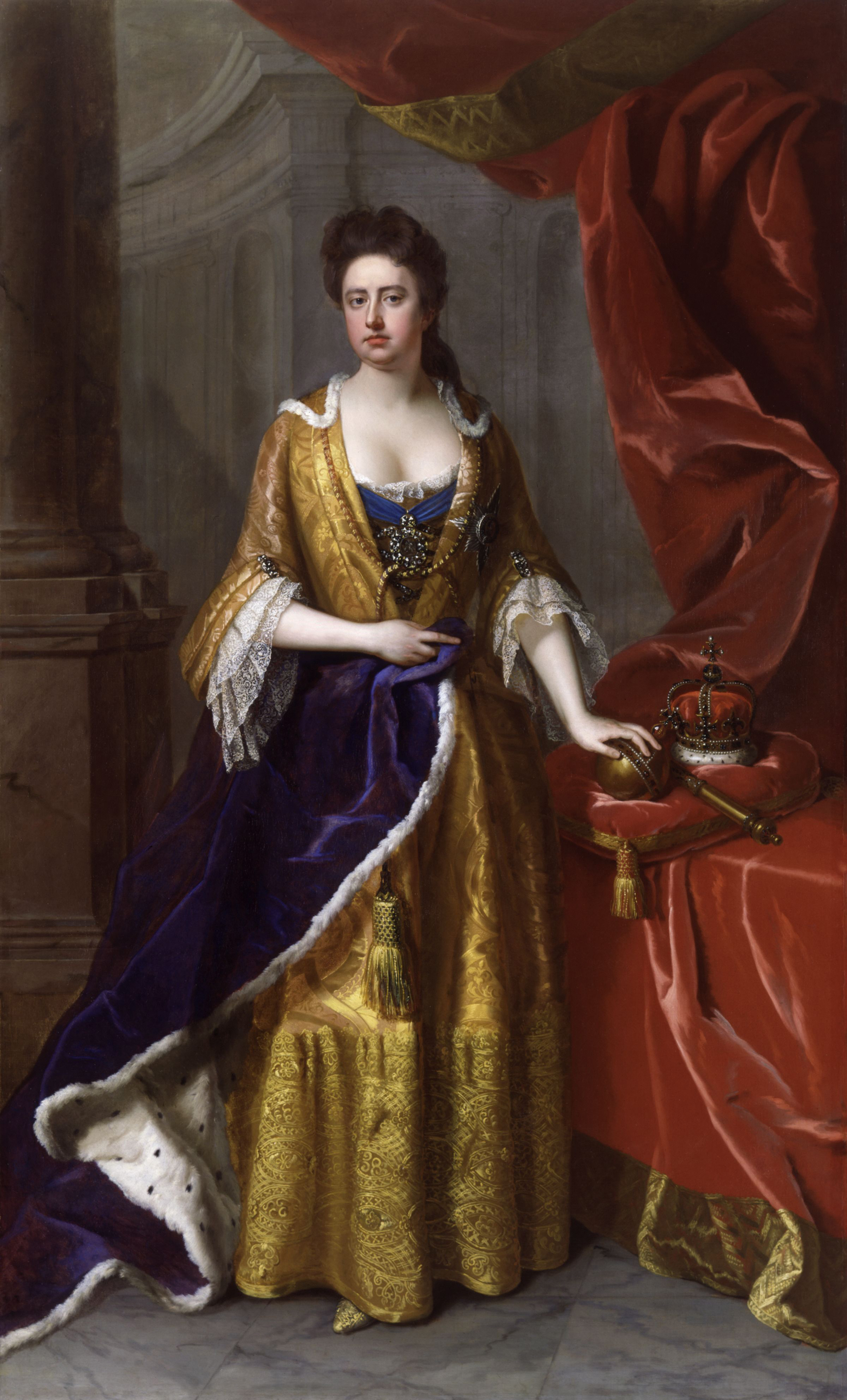
Королева Великобритании Анна
Король Швеции Карл XII
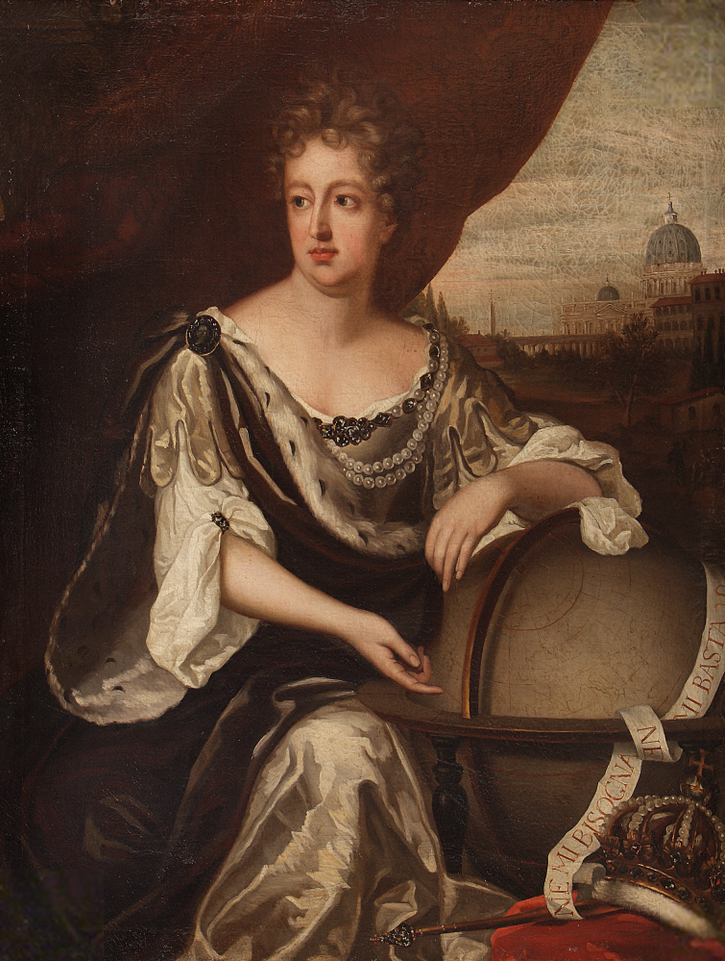
Королева Швеции Кристина
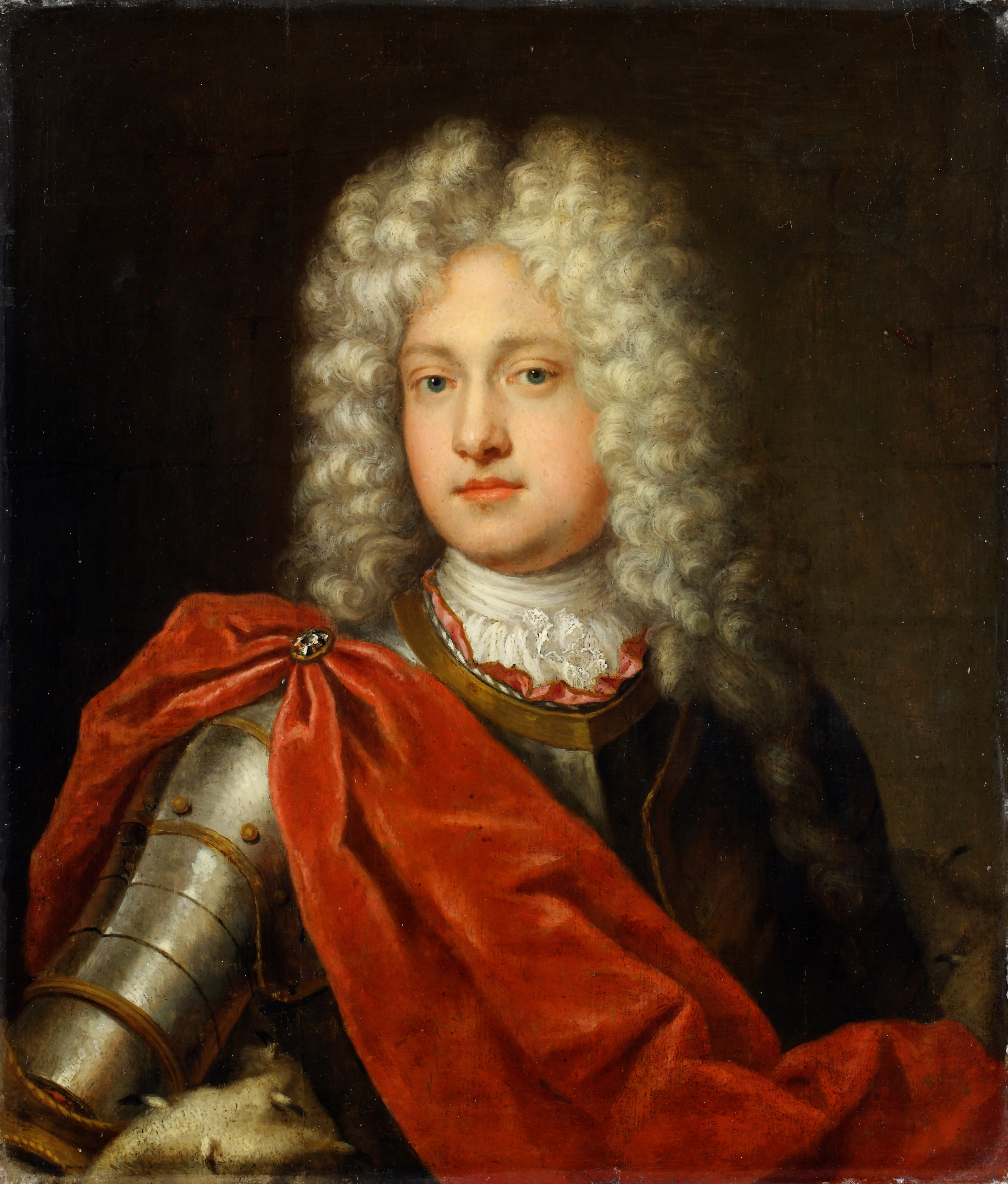
Кристиан-Людвиг II, владетельный герцог Мекленбург-Шверинский (1704)
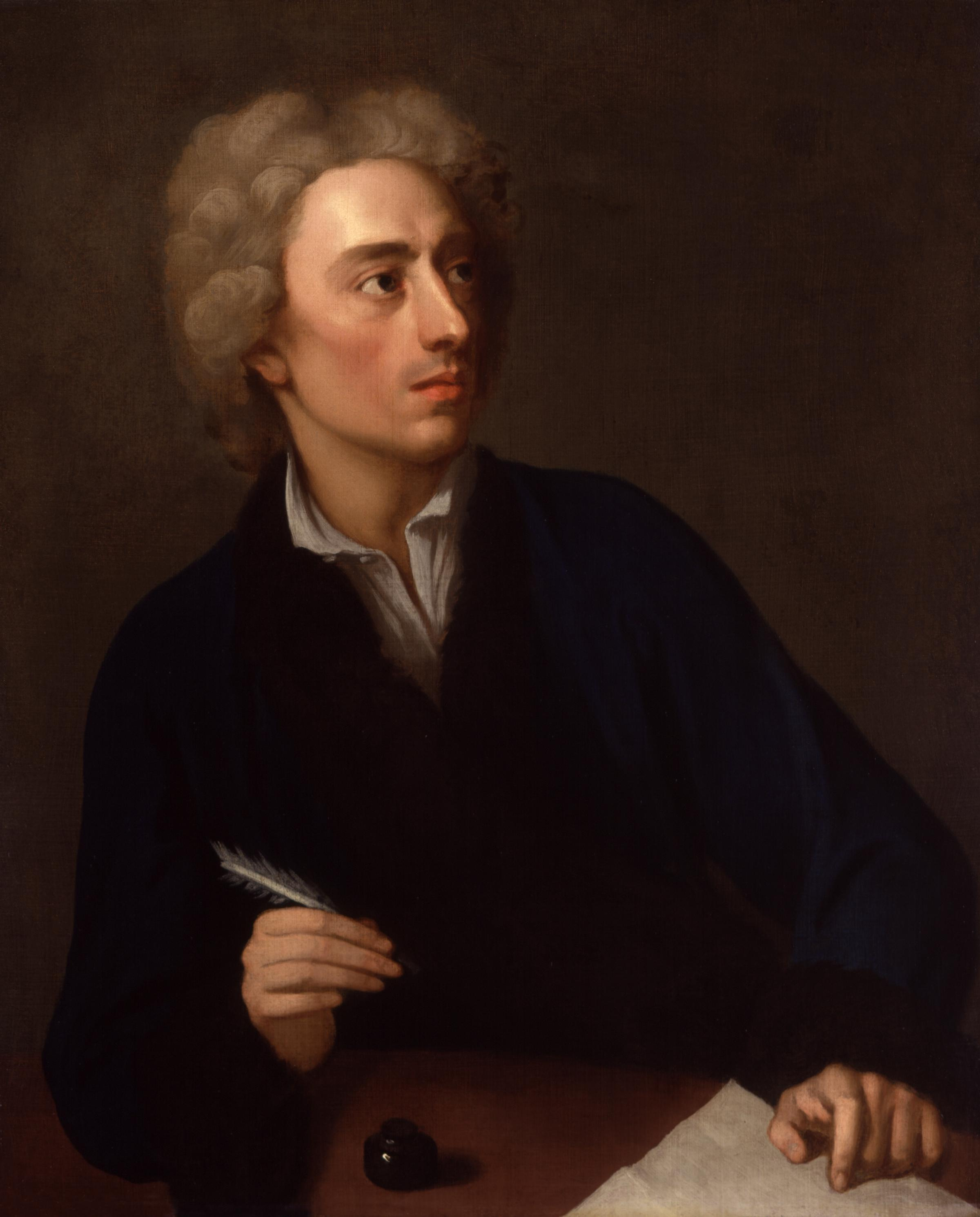
Английский поэт Александр Поуп
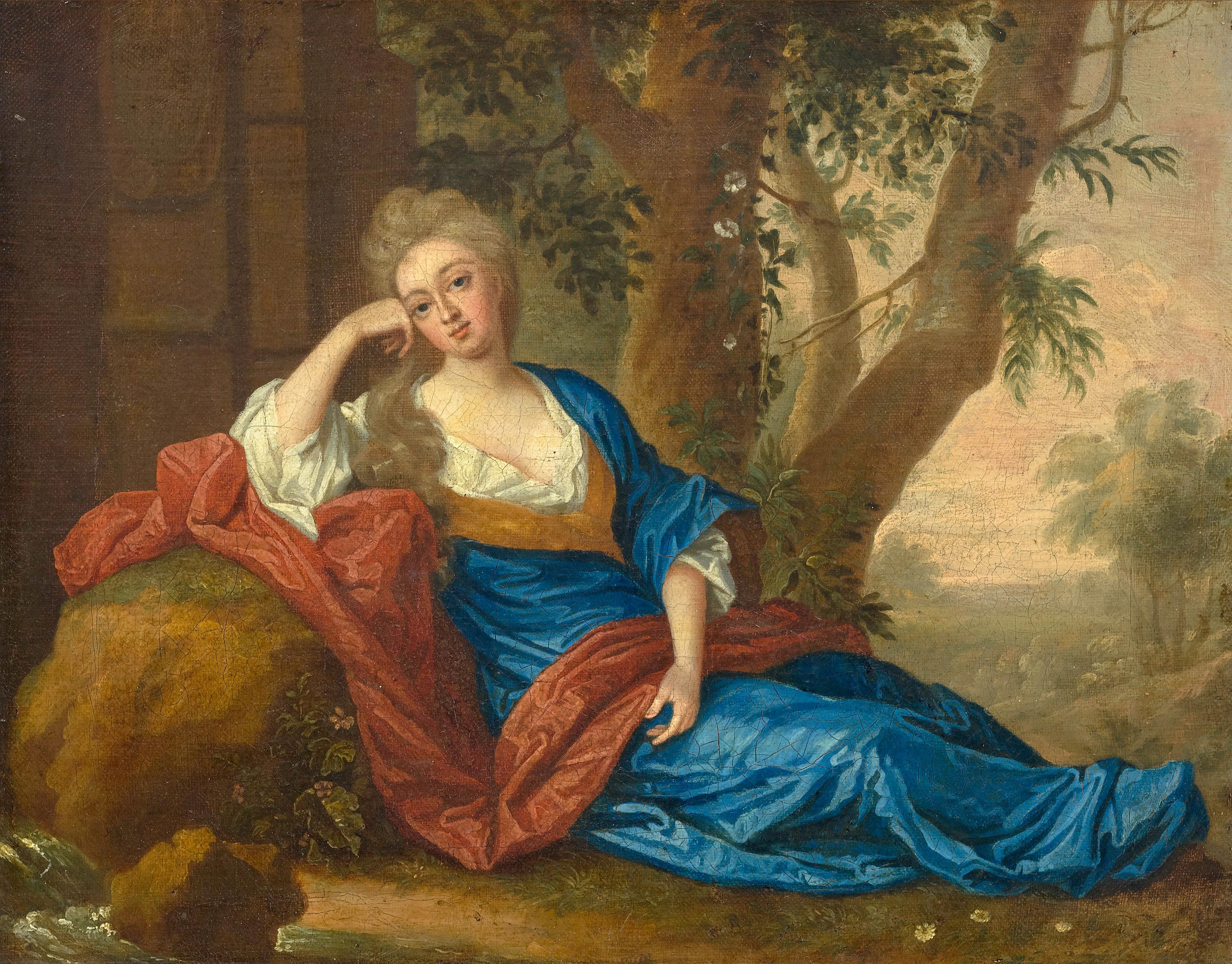
Нимфа источника